# Nicholas ap Gwrgan

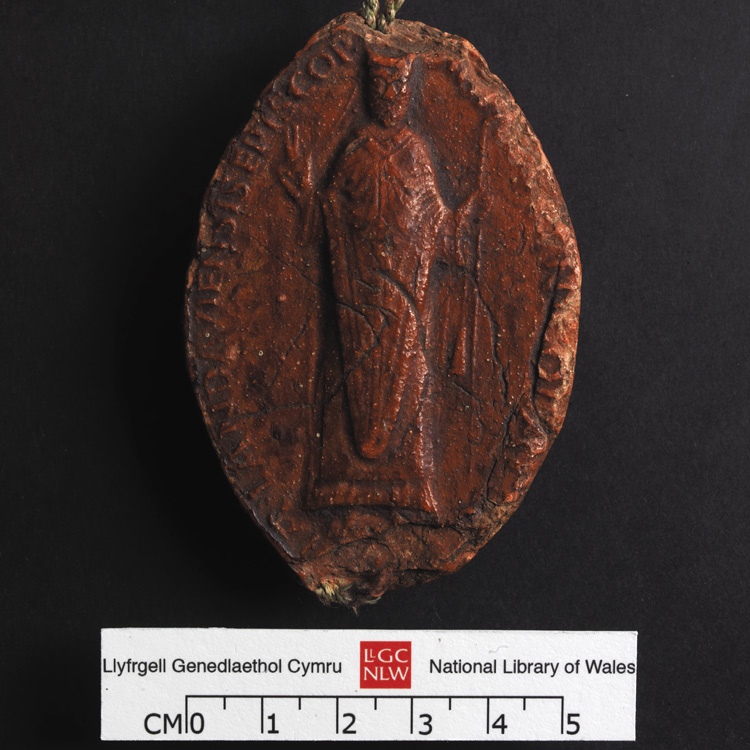
Bischofssiegel von Nicholas ap Gwrgan

Nicholas ap Gwrgan († 3. oder 4. Juni 1183) war ein walisischer Geistlicher. Ab 1148 war er Bischof von Llandaff.

## Aufstieg zum Bischof
Nicholas ap Gwrgan war ein Waliser aus der Umgebung von Llandaff. Er wird manchmal als Sohn von Urban, seinem Vor-Vorgänger als Bischof bezeichnet, wofür es aber keine Belege gibt. Er war mehr als 30 Jahre lang Mönch in Gloucester Abbey, ehe er am 14. März 1148 in Canterbury von Erzbischof Theobald zum Bischof der südwalisischen Diözese Llandaff geweiht wurde.

## Tätigkeit als Bischof
Als Bischof versuchte Nicholas, seine walisische Diözese weiter zu reformieren. Bei der Verwaltung seiner Diözese wurde er von Archidiakonen, der Priestergemeinschaft von Llancarfan, den Kanonikern des Kathedralkapitels und seinem Hauskaplan Hugh, einem Mönch unterstützt. Nicholas schlichtete Streitigkeiten zwischen Geistlichen, förderte die Klöster, hielt Synoden ab und beriet sich mit den Kanonikern von Llandaff, die seine Urkunden mit bestätigten.

## Wirken außerhalb von Llandaff
Auch als Bischof behielt Nicholas engen Kontakt zu Gloucester Abbey, die er unter anderem bei Streitigkeiten über Grundbesitz in Südostwales unterstützte. Auch zu dem mächtigen Roger Fitzmiles, 2. Earl of Hereford und zu dessen Brüdern hatte er einen guten Kontakt. Earl William of Gloucester unterstützte er, die Waliser, die die anglonormannische Herrschaft in Glamorgan ablehnten, zu befrieden. Am 2. Oktober 1149 gehörte Nicholas mit zu den Bischöfen, die Walter Durdent in Canterbury zum Bischof von Durham weihten, doch sonst verließ er offenbar nur selten das Gebiet seiner Diözese. Zwischen 1148 und 1150 hatte er Streit mit Erzbischof Theobald, der schließlich durch Vermittlung von Bischof Gilbert Foliot von Hereford, dem früheren Abt von Gloucester Abbey, beigelegt wurde. Zu Beginn der 1150er Jahre war Nicholas mehrmals bei Bischof  Foliot. Angeblich beanspruchte Nicholas das Recht, 1162 Thomas Becket zum neuen Erzbischof von Canterbury zu weihen. Schließlich gehörte er zu den  Konzelebranten, als Bischof Henry von Winchester Becket weihte. 1157 war Nicholas in Gloucester gewesen, als König Heinrich II. den Streit über Besitzansprüche von Gloucester Abbey mit dem Erzbistum York schlichtete. Ansonsten hatte Nicholas wenig Kontakt zum Königshof. Zu den wenigen erhaltenen Belegen hierfür gehört die Zahlung von etwas mehr als £ 3 an Nicholas, die der König 1172 anordnete. 1171 hatte Nicholas zu den Bischöfen gehört, die Heinrich den Jüngeren zum König krönten. Da er damit das Privileg der Erzbischöfe von Canterbury verletzt hatte, die das Recht der Krönung beanspruchten, wurde er von Erzbischof Becket vom Amt suspendiert. 1174 wurde er vom neuen Erzbischof Richard of Dover erneut suspendiert, nachdem er offensichtlich gegen den Vorrang von Bischof Jocelin de Bohun von Salisbury verstoßen hatte.